# صداقت آکادمیک
صداقت آکادمیک یا اخلاق آکادمیک، به مجموعه از آموزه‌های اخلاقی گفته می‌شود که افراد مشغول در فضای دانشگاهی اعم از استاد، دانشجو و پژوهشگر ملزم به رعایت آنها هستند و شامل موارد متعددی از جمله مرجع دهی دقیق، پرهیز از سرقت ادبی و دستبرد فکری، پرهیز از برون سپاری فعالیت پژوهشی و آموزشی و پرهیز از هرگونه تقلب در آزمون‌ها می‌شود.

## تبعات عدم رعایت
تبعات عدم رعایت صداقت آکادمیک در اکثر نقاط دنیا و دانشگاه‌های معتبر بسیار سنگین است و در هر زمان که مشخص شود هزینه‌های زیادی برای فرد خاطی از جمله اخراج همیشگی از عرصه پژوهش و آموزش را به همراه دارد. تقلب در آزمون‌ها در بسیاری از دانشگاه‌های معتبر نه تنها باعث دریافت نمره صفر در آن آزمون می‌شود، بلکه به بازشدن پرونده ای در کمیته بررسی تخلفات منجر می‌شود. رای این کمیته معمولاً رای شدیدی بوده و تا حد اخراج از دوره دانشگاهی حاضر و حتی محدودیت مادام العمر از حضور در عرصه دانشگاهی در آن کشور یا منطقه فرا خواهد رفت.

## آموزش صداقت آکادمیک
در بسیاری از دانشگاه‌های معتبر دنیا آموزش صداقت و اخلاق آکادمیک جزو اولین آموزش‌های اجباری برای همه دانشجویان است. در ایران چنین آموزش‌هایی به صورت سراسری و مستمر توسعه داده نشده‌است و کارهای انجام شده در بعضی مراکز، خودجوش و جزیره ای بوده‌است.
اگر چه مطالعات پژوهشی نشان می‌دهد که رعایت صداقت آکادمیک تأثیر زیادی بر موفقیت‌های تحصیلی و دانشگاهی دانشجویان دارد.